# Supratekutost

Hélium II se „vyplazí“ po povrchu nádoby, aby našlo svoji vlastní hladinu – po krátké chvíli se hladiny v obou nádobách vyrovnají. Rollinova vrstva též pokryje vnitřek větší nádoby; kdyby nebyla zavřená, hélium II by se vyplazilo ven a uniklo.

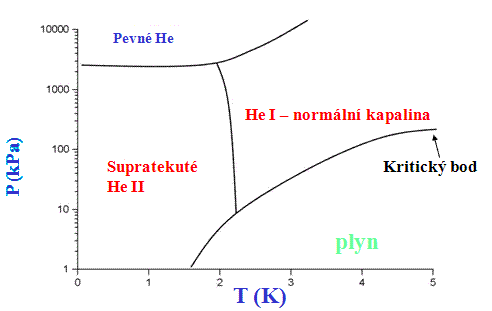
Fázový diagram helia

Supratekutá látka nebo též supratekutina (z lat. supra = nad) je kapalina s nulovou viskozitou. Tato vlastnost se nazývá supratekutost. Donedávna byla pozorovaná jen u helia při teplotách blízkých absolutní nule. Ale i vodík dokáže být supratekutý, ale jen na nanoúrovni.

## Objevení
Supratekutost objevil v roce 1937 ruský vědec Pjotr Leonidovič Kapica a nezávisle i John F. Allen spolu s A. D. Misenerem v laboratoři v Cambridge, a to pozorováním toho, že 4He při teplotách nižších než 2,17 K (nazývané He II) protéká trubicemi o průměru 4–10 cm bez měřitelného odporu. Přitom již v prvním dni úspěšného zkapalnění hélia (10. července 1908) Heike Kamerlingh Onnes dokázal vytvořit teplotu nižší než 2 K, v dalších experimentech dokonce teploty nižší než 1 K. V těchto teplotách je již 4He supratekuté. Na podivné chování kapalného helia pod teplotou 2,17 K ovšem upozornil až Willem Hendrik Keesom, žák profesora Onnese, v březnu roku 1926 na základě studia měrné tepelné kapacity. Pro odlišení kapalné fáze nad a pod teplotou 2,17 K zavedl označení He I a He II. Teorii (semimikroskopickou) supratekutosti 4He vytvořil Lev Davidovič Landau v roce 1941. Mikroskopická teorie v roce 1998 nebyla uspokojivě vybudována.

## Supratekutost hélia
Atom  4
2 He obsahuje 2 protony, 2 neutrony a 2 elektrony, má tedy sudý počet částic. Všechny zmíněné částice jsou fermiony, dohromady tvoří ale celek, který nemůže mít poloviční spin. Atom jako celek se tedy chová jako boson. Pro bosony ale neplatí Pauliho vylučovací princip, a proto k jevu supratekutosti dochází díky vzniku Bose-Einsteinova kondenzátu.
Supratekutosti lze dosáhnout také u izotopu 3He, jehož atomy se chovají jako fermiony, k vzniku supratekutého stavu tedy dochází díky tvorbě Cooperových párů, tj. párování dvojic atomů s opačnými spiny. 3He se stává supratekutým při teplotách pod přibližně 0,0025 K.